# Pseudalcathoe
Pseudalcathoe is een geslacht van vlinders uit de familie wespvlinders (Sesiidae), onderfamilie Sesiinae.
Pseudalcathoe is voor het eerst wetenschappelijk beschreven door Le Cerf in 1916. De typesoort is Pseudalcathoe chatanayi.

## Soorten
Pseudalcathoe omvat de volgende soorten:
- Pseudalcathoe aspetura Meyrick, 1932
- Pseudalcathoe chatanayi Le Cerf, 1916